# Anton Kandaourov
Pour les articles homonymes, voir Kandaourov.

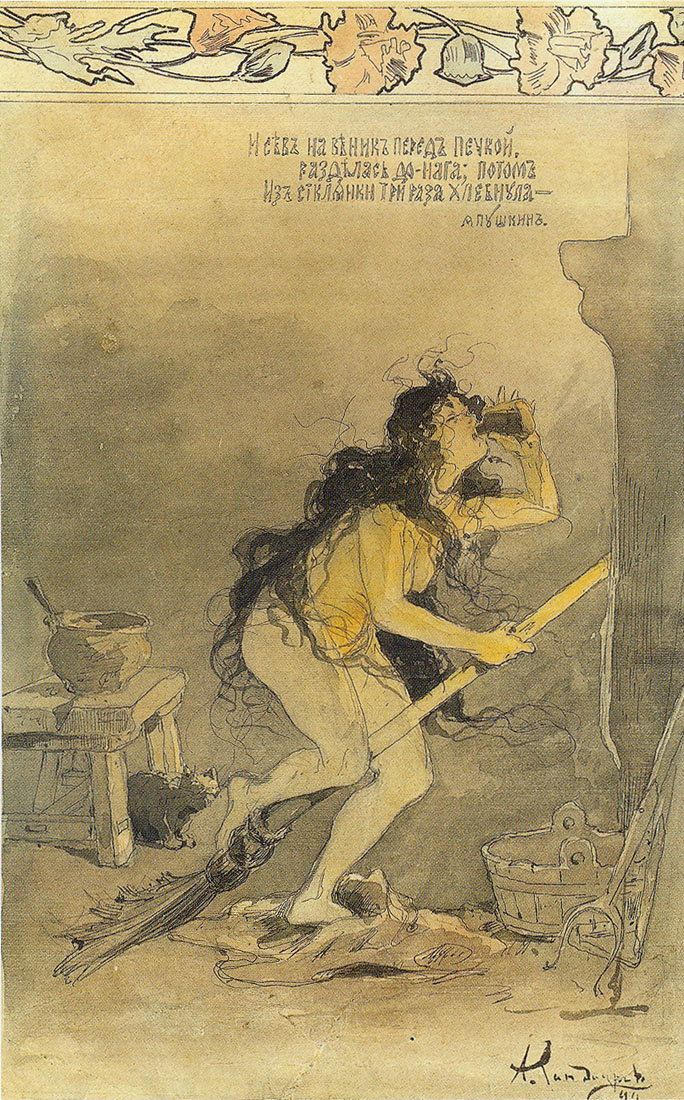
Sorcière, illustration pour le conte de fées d'Alexandre Pouchkine, 1899.

Anton Ivanovitch Kandaourov, né en 1863 à Pokrovskoïe (ru), dans le gouvernement de Kherson (Empire russe) et mort en 1930, est un peintre et illustrateur sujet de l'Empire russe.